# Elecciones presidenciales de Irán de 2021
Las 13° elecciones presidenciales de Irán se llevaron a cabo el 18 de junio de 2021. De acuerdo con la Constitución iraní en vigor, el exmandatario Hasán Rouhaní no tiene derecho a presentarse a un tercer mandato. El conservador Ebrahim Raisi resultado elegido presidente. Los resultados fueron anunciados por el Ministerio del Interior un día después de las elecciones.

## Condiciones de participación
El presidente de Irán es elegido mediante un sistema de dos rondas por un período de cuatro años renovable solo una vez. Es el funcionario electo principal de la estructura política de la República Islámica de Irán después del Líder Supremo. Los deberes son similares al de los jefes de gobierno en otros países, excepto que no posee control de las fuerzas armadas, el sistema judicial principal, la televisión estatal y otras organizaciones gubernamentales clave como el Consejo de Guardianes y el Consejo de Discernimiento de Conveniencia ya que son dirigidos por el Líder Supremo. 
Los candidatos deben ser «personalidades políticas y religiosas» de nacionalidad iraní, administradores experimentados, tener buenos antecedentes; ser dignos de confianza y virtuosos, creyentes y comprometidos con los principios de la República Islámica y a la confesión oficial del país, la islámica chiita duodecimana.

## Candidatos

### Aprobados
El Ministerio del Interior publicó la lista oficial de candidatos aprobados por el Consejo de Guardianes el 25 de mayo de 2021. Los siguientes cuatro candidatos fueron aprobados por el consejo:
- Amir-Hossein Ghazizadeh, miembro de la Asamblea Consultiva Islámica (desde 2008)
- Abdolnaser Hemmati, gobernador del Banco Central (2018-2021)
- Ebrahim Raisi, Presidente del Tribunal Supremo de Irán (desde 2019)
- Mohsén Rezaí, comandante en jefe del Cuerpo de Guardia Revolucionario Islámico (1981-1997)

### Retirados
- Saíd Yalilí, miembro de la Asamblea de Discernimiento de Conveniencia del Sistema, y secretario del Consejo de Seguridad Nacional Supremo (2007-2013)[6]
- Mohsen Mehralizadeh, gobernador de Isfahán (2017-2018)[6]
- Alireza Zakani, presidente del Centro de Investigación de Majlis (desde 2020)[6]

### Rechazados
- Mahmoud Ahmadinejad, anteriormente presidente (2005–2013)[7]
- Eshaq Jahangiri, en su momento vicepresidente de la República Islámica de Irán (desde 2013)[8]
- Ali Larijani, anteriormente presidente del parlamento (2008–2020)[9]

### Anunciados pero no registrados
- Sadegh Kharazi, embajador de Irán en Francia (2002–2006)[10]

### Declinados
- Mohammad Bagher Ghalibaf, presidente del parlamento (desde 2020)
- Parviz Fattah, jefe de la Fundación Mostazafan (desde 2019)[11]
- Mohammad-Javad Azari Jahromi, actual ministro de Tecnología de la Información y las Comunicaciones (desde 2017)[12]
- Mehrdad Bazrpash, presidente del Tribunal Supremo de Cuentas de Irán (desde 2020)[13]
- Hamid Baghaei, exjefe de la administración presidencial de irán  (2011–2013)[14]
- Sorena Sattari, jefe de la Fundación de Élites Nacionales de Irán (desde 2013)[11]
- Ali Nikzad, miembro del parlamento (desde 2020)

## Encuestas
| Fecha         | Encuesta                     | Raisi | Rezaí | Hemmati | Yalilí | Ghazizadeh | Zakani | Mehralizadeh | Otros |
| ------------- | ---------------------------- | ----- | ----- | ------- | ------ | ---------- | ------ | ------------ | ----- |
| Junio de 2021 | ISPA                         | 44,6% | 5.9%  | 2.7%    | 2.6%   | 2.3%       | 2.2%   | 0,5%         | 12,8% |
| Junio de 2021 | Cuestionario                 | 50,6% | 5.8%  | 2.7%    | 2.7%   | 4.0%       | 1.2%   | 0.4%         | 32,6% |
| Junio de 2021 | ISPA                         | 44,9% | 4.7%  | 1.9%    | 2.3%   | 1.9%       | 1.4%   | 0,5%         | 10,7% |
| Junio de 2021 | Cuestionario                 | 55,6% | 5.5%  | 2.1%    | 2.0%   | 1.9%       | 0,7%   | 0,7%         | 32.2% |
| Junio de 2021 | ISPA                         | 48,6% | 3.1%  | 1.3%    | 1.6%   | 0.8%       | 0.3%   | 0,1%         | 3.2%  |
| Junio de 2021 | Stasis / Irán ‌ Internacional | 54%   | 3%    | 3%      | 3%     | 1%         | 0%     | 0%           | 5%    |
| Junio de 2021 | ISPA                         | 43,9% | 3.7%  | 1.0%    | 1.8.   | 1.0%       | 0,2%   | 0.4%         | -     |

## Resultados
| Candidatos                  | Candidatos                  | Partido                                         | Primera vuelta | Primera vuelta |
| Candidatos                  | Candidatos                  | Partido                                         | Votos          | %              |
| --------------------------- | --------------------------- | ----------------------------------------------- | -------------- | -------------- |
|                             | Ebrahim Raisi               | Sociedad del Clero Combatiente                  | 18.021.945     | 72.35%         |
|                             | Mohsén Rezaí                | Frente de Resistencia del Irán Islámico         | 3.440.835      | 13.82%         |
|                             | Abdolnaser Hemmati          | Partido de Ejecutivos de la Construcción        | 2.443.387      | 9.81%          |
|                             | Amir-Hossein Ghazizadeh     | Frente de Estabilidad de la Revolución Islámica | 1.003.650      | 4.03%          |
|                             |                             |                                                 |                |                |
| Votos válidos               | Votos válidos               | Votos válidos                                   | 24.909.817     | 86.64%         |
| Votos blancos y nulos       | Votos blancos y nulos       | Votos blancos y nulos                           | 3.840.919      | 13.36%         |
| Total                       | Total                       | Total                                           | 28.750.736     | 100%           |
| Abstenciones                | Abstenciones                | Abstenciones                                    | 30.559.571     | 51.52%         |
| Registrados / Participación | Registrados / Participación | Registrados / Participación                     | 59.310.307     | 48.48%         |

## Reacciones

### Internacionales
- Venezuela: El presidente Nicolás Maduro felicitó a Ebrahim Raisi, por su triunfo como presidente de la República Islámica de Irán.[15]
- Rusia: El presidente Vladímir Putin envió un mensaje de felicitación al mandatario electo de Irán, Ebrahim Raisi, expresó la «esperanza de Rusia de profundizar en las relaciones bilaterales en diferentes ámbitos».[16]
- Irak: El presidente Barham Salih, mandó un telegrama de felicitación a Raisi y le expresó su deseo de «reforzar las firmes relaciones» entre ambos países.[17]
- Uzbekistán: El presidente Shavkat Mirziyoyev felicitó a Ebrahim Raisi por su victoria y elección, y expresó su confianza en el desarrollo de las relaciones bilaterales.[18]
- China: El presidente Xi Jinping saludó el triunfo de Ebrahim Raisi en las recientes elecciones de Irán y manifestó que existe la completa voluntad de trabajar en conjunto para llevar los nexos bilaterales a niveles superiores. Asimismo, destacó la asociación estratégica integral entre ambos países y la celebración este año de medio siglo de nexos diplomáticos.[19]
- Corea del Norte: El líder de la República Popular Democrática de Corea Kim Jong-Un, felicitó al nuevo presidente de Irán por su victoria, le deseó éxito en la defensa de la soberanía del país y expresó su confianza en la ampliación y desarrollo de las relaciones de amistad y cooperación entre ambos países.[20]
- Pakistán: El primer ministro Imran Khan felicitó a Raisi por su histórica victoria en las elecciones presidenciales.[21]